# Shamorie Ponds
Shamorie Saequan Ponds, né le 29 juin 1998 dans l'arrondissement de Brooklyn à New York, est un joueur américain de basket-ball. Il évolue au poste de meneur.

## Biographie

### Carrière professionnelle
Le 22 octobre 2019, il s'engage avec les Raptors de Toronto via un contrat two-way. Le 15 janvier 2020, il est coupé.